# Brake (Unterweser)
Pour les articles homonymes, voir Brake.
Brake est une ville allemande, chef-lieu de l'Arrondissement de Wesermarsch et située en Basse-Saxe.

## Géographie
Brake est située sur la rive gauche de la Weser, au centre des villes de Bremerhaven, Brême, Oldenbourg et Wilhelmshaven.

## Histoire
| Appartenances historiques Comté d'Oldenbourg 1731-1774 Duché d'Oldenbourg 1774-1811 Empire français (Bouches-du-Weser) 1811-1814 Duché d'Oldenbourg 1814-1829 Grand-duché d'Oldenbourg 1829-1918 République de Weimar 1918-1933 Reich allemand 1933-1945 Allemagne occupée 1945-1949 Allemagne 1949-présent |

## Jumelage
- Zwiesel (Allemagne) depuis 2006